# Villa Magdalena
Villa Magdalena es un palacete de estilo ecléctico situado en el centro de Oviedo (Asturias, España). Fue construido en 1902 según diseño del arquitecto Juan Miguel de la Guardia. Debe su nombre a su última residente, María Magdalena Argüelles Álvarez-Campa, esposa de Alfredo Figaredo Herrero.
Después un polémico proceso de expropiación en los 1990, en mayo de 1999 se inaugura como Biblioteca Municipal Villa Magdalena, compartiendo el edificio con la Fundación Princesa de Asturias.

## Descripción
Se trata de una vivienda unifamiliar burguesa de gusto francés, estando rodeada de jardines y alternando varios volúmenes y elementos, incluyendo escalinata de acceso, una torre y un invernadero adosado.

## Expropiación
El Ayuntamiento de Oviedo, gobernado entonces por Gabino de Lorenzo, quería abrir al público este edificio. Para ello aprobó el Plan General de Ordenación Urbana, que preveía la expropiación de Villa Magadalena, además del palacete de La Lila y del Colegio Hispania. Los dos últimos se consiguieron mediante convenios urbanísticos, pero los intentos de conseguir el chalé del mismo modo fracasaron. El Ayuntamiento recurrió en 1990 a la expropiación forzosa; pagó 517 millones de pesetas (cuando la empresa Asturcosa la había tasado en 1.390 millones), y el 19 de septiembre de 1997 pasó a manos municipales. Fue rehabilitado, sus jardines se convirtieron en zonas verdes y el edificio abrió como biblioteca pública y centro de estudio. Su anterior propietario, el empresario Miguel Ángel Menéndez del Fueyo, denunció esta operación y el Jurado Provincial de Expropiación tasó la finca al año siguiente en 1.867 millones. El Ayuntamiento recurrió la sentencia al Tribunal Superior de Justicia de Asturias, que en 2004 confirmó la sentencia, obligando al Ayuntamiento a pagar el precio tasado en 1996 más los intereses. El Ayuntamiento volvió a recurrir la sentencia, esta vez al Tribunal Supremo, que el 5 de diciembre de 2007 confirmó todas las tasaciones anteriores. La deuda exigible en 2008, que incluía la tasación más los intereses de diez años, ascendía entonces a unos 11 millones de euros, que el Ayuntamiento pretendía pagar con recursos urbanísticos. Una posterior tasación realizada por Comamsa subía el precio hasta los 62,9 millones de euros. A mediados de febrero ambas partes paralizaron el juicio durante 40 días para negociar cómo realizar el pago, que podría incluir el subsuelo del Paseo de los Álamos, la Plaza de la Escandalera y la calle Toreno.

## Fundación Príncipe de Asturias

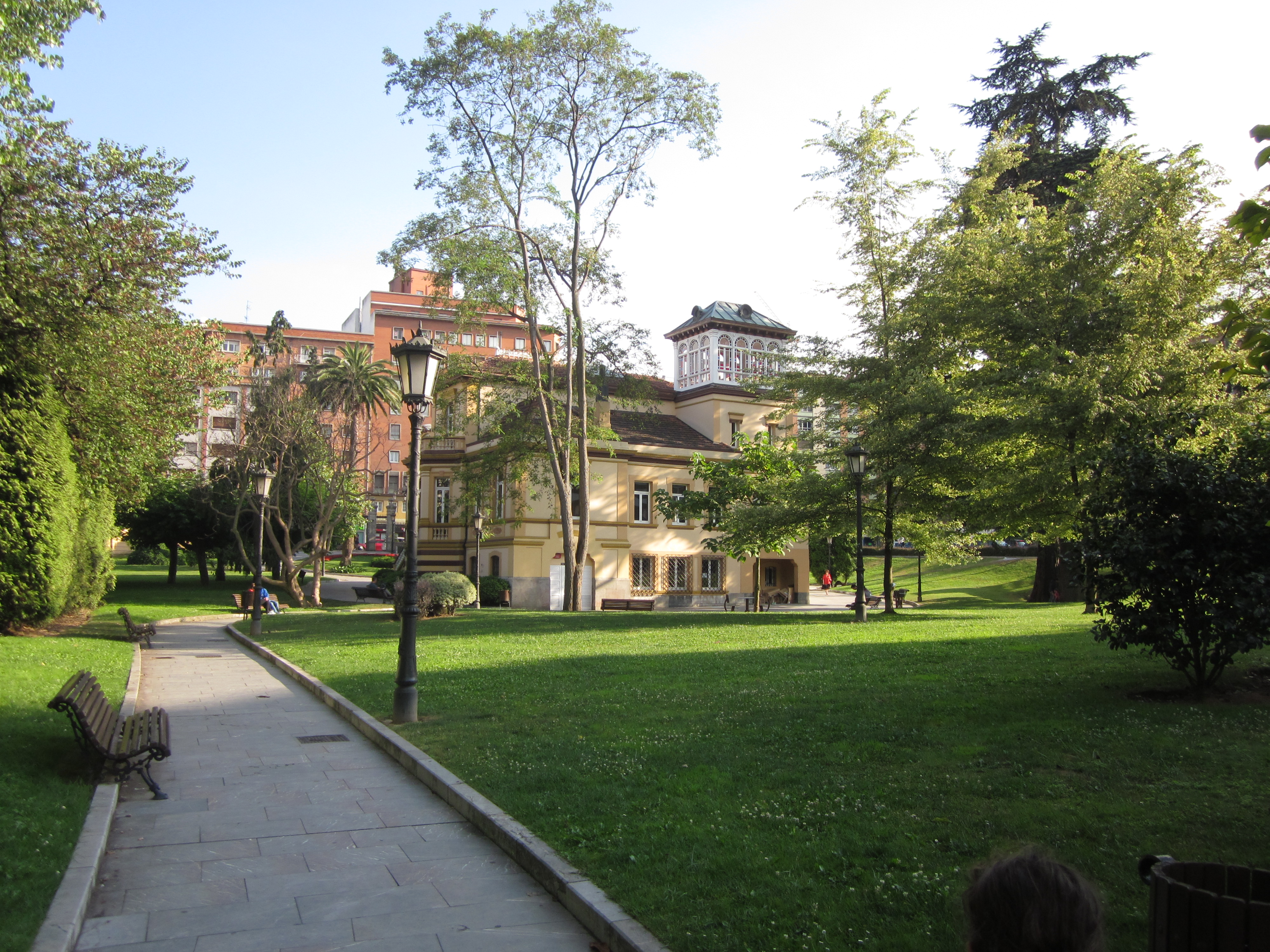
Fachada posterior.

En diciembre de 2004 el edificio fue cedido durante dos años a la Fundación Príncipe de Asturias con motivo de su 25 aniversario, prorrogándose la cesión un año más a finales de 2006. Sin embargo, a finales de 2008 el palacete sigue ocupado por el servicio de prensa y un servidor de internet de la fundación.